# Коктерецький сільський округ (Байдібека район)
Коктере́цький сільський округ (каз. Көктерек ауылдық округі, рос. Коктерекский сельский округ) — адміністративна одиниця у складі району Байдібека Туркестанської області Казахстану. Адміністративний центр — село Бірлік.
Населення — 2357 осіб (2021; 2781 у 2009, 2704 у 1999, 2766 у 1989).
Станом на 1989 рік існувала Орловська сільська рада (села Бірлік, Кенесодак, Кенестобе, Леонтьєвка, Орловка, селище Октябр). Пізніше села Леонтьєвка і Орловка, селище Октябр Орловської сільради утворили окремий Алмалинський сільський округ.

## Склад
До складу округу входять такі населені пункти:
| Населений пункт | Колишні назви | Населення, осіб (1989) | Населення, осіб (1999) | Населення, осіб (2009) | Населення, осіб (2021) |
| --------------- | ------------- | ---------------------- | ---------------------- | ---------------------- | ---------------------- |
| Бірлік, село    | -             | 420                    | 496                    | 534                    | 454                    |
| --Дім чабана    | -             | -                      | -                      | -                      | 8                      |
| Интимак, село   | Кенесодак     | 418                    | 443                    | 470                    | 439                    |
| --Дім чабана    | -             | -                      | -                      | -                      | 9                      |
| Кенестобе, село | -             | 1928                   | 1765                   | 1777                   | 1442                   |
| --Дім чабана    | -             | -                      | -                      | -                      | 5                      |